# Melanie Gasser
Melanie Gasser (* 3. Juli 1987) ist eine Schweizer Politikerin (GLP). Sie ist seit dem 1. Juli 2021 Mitglied des Grossen Rats des Kantons Bern, wo sie als Nachfolgerin des zurückgetretenen Luca Alberucci in der GLP-Fraktion politisiert.
Gasser ist seit 2016 Gemeinderätin (Abteilung Soziales) in Ostermundigen. Zudem ist sie Präsidentin der GLP Bern Mittelland-Nord. Hauptberuflich ist sie juristische Mitarbeiterin des Fachbereichs Sozialhilfe des Kantons Aargau.